# 綱女
綱 女（つな じょ、1755年 - 1769年）は、江戸時代に活躍した若狭国の子守である。

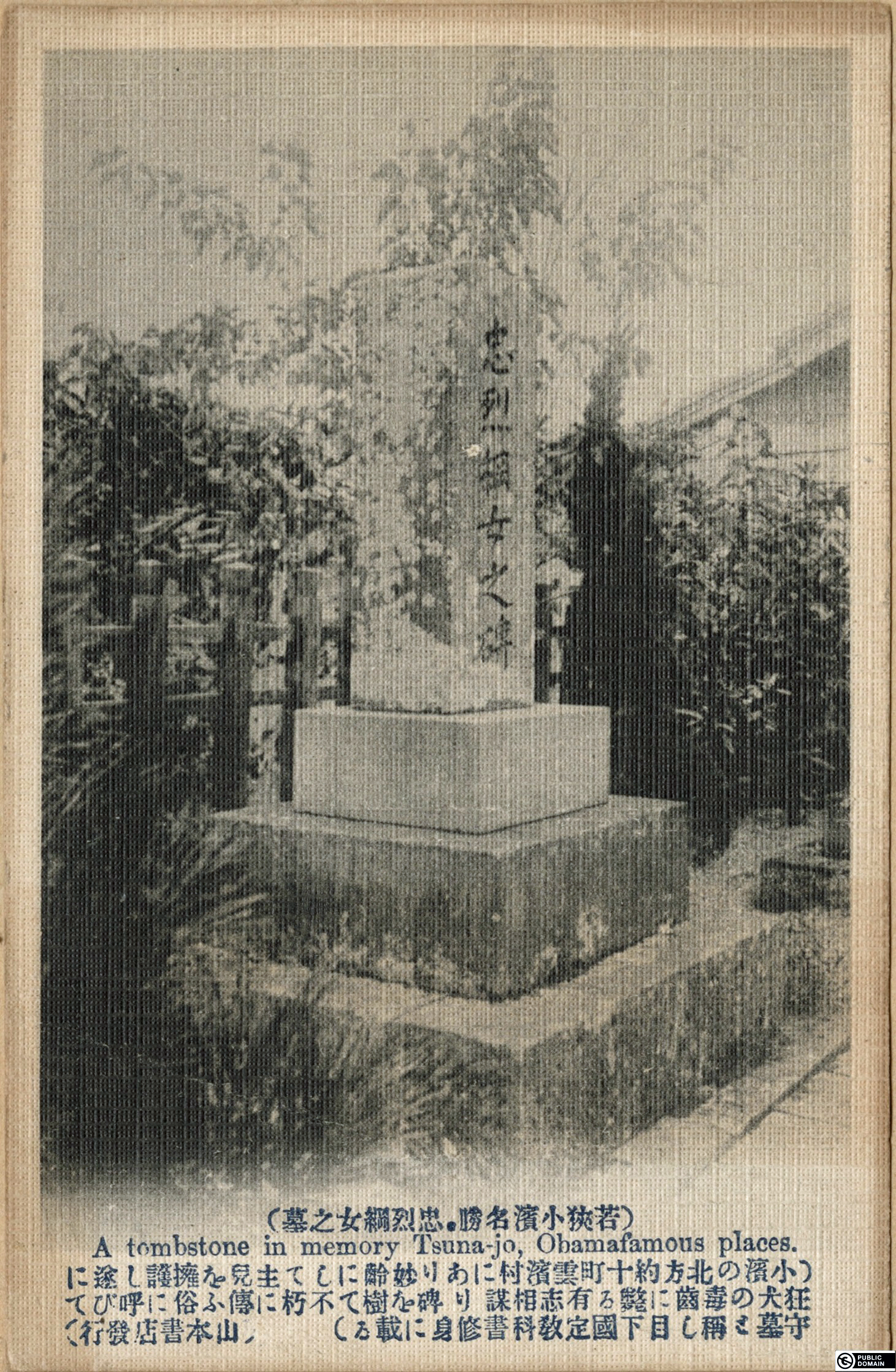
綱女の碑（戦前期の絵葉書）

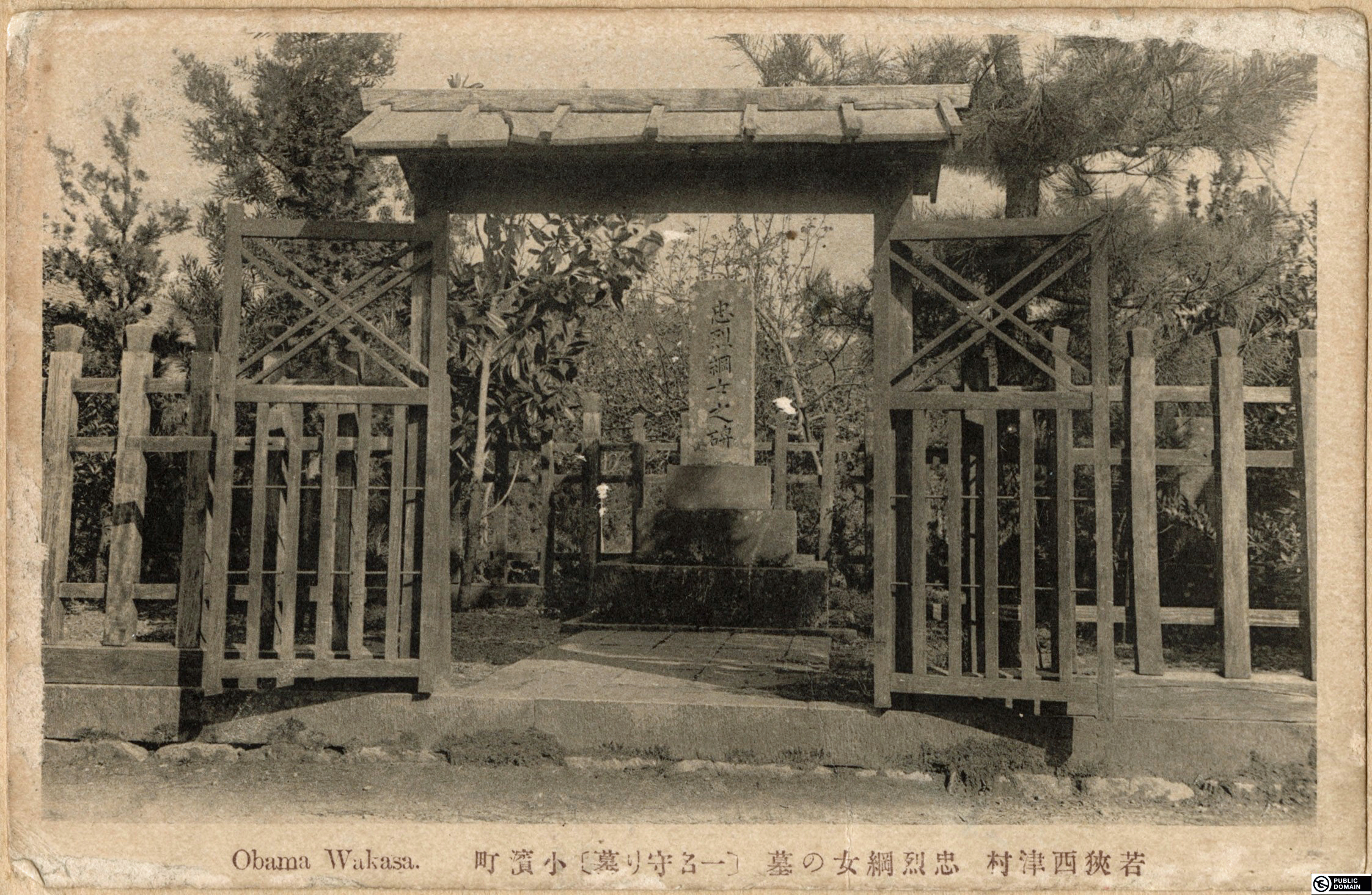
綱女の碑（全景、戦前期の絵葉書）

## 人物
1755年（宝暦5年）、福井県遠敷郡小松原村に生まれた。父は漁夫をしていた角左衛門。家は貧しく、15歳で同郡西津の人松見茂太夫（郡手代）の家に子守として奉公したが、ある日、茂太夫の幼児義方をあやして路傍にいたところに狂犬があらわれてきたので、綱は義方を身を以ておおいかぶせ、自分は狂犬の咬むにまかせ、身に十数傷を受け、しかも毅然として幼児を守りとげた。
隣人が驚いてはせあつまり、綱を介抱し、茂太夫の家につれかえったが、綱は身の重傷をわすれ、ひたすら義方の無事であったことをよろこんだが、24日目についに死亡した。綱の忠烈な行為は領主の耳に達し、父角左衛門は多額の金を賞与され、綱は西徳寺内にほうむられ、墓碑には「忠烈綱女の墓」と誌された。後3年にして領主はさらに角左衛門に免租し、かつ綱の墓を西徳寺門外に改葬し、寺僧に金をあたえてながく墓守をさせることにした。
しかし歳月をへるにしたがって墓は荒廃し、埋葬の場所さえ不明になったので、その後同郡小学校長会の尽力によりあらたに「綱女の墓」なる墓標がたてられ、綱女墓碑保存会によって保存されることになった。